# 鈴木斌 (文芸評論家)
鈴木 斌（すずき あきら、1943年 - ）は、文芸評論家。
東京生まれ。法政大学文学部日本文学科卒。日本社会文学会会員。  

## 著書
- 『大岡昇平論 柔軟に,そして根源的に』教育出版センター 以文選書 1990
- 『歴史認識と文芸評論の基軸』菁柿堂 2004
- 『生きる力を与える文学 深い感動・思索の中心を読む』冬至書房 2005
- 『文章を書く方法』菁柿堂 2005
- 『作家・石原慎太郎 価値紊乱者の軌跡』菁柿堂 2008
- 『老人文学論 戦争・政治・性をめぐって』菁柿堂 2011

共編
- 『文学に見る経済・労働・格差』綾目広治,大和田茂共編 冬至書房 2008

## 参考
- [ISBN　978-4-434-16204-6]

| スタブアイコン | サブスタブ | この項目は、まだ閲覧者の調べものの参照としては役立たない、文人（小説家・詩人・歌人・俳人・作詞家・作家・放送作家・随筆家（コラムニスト）・文芸評論家）に関連した書きかけの項目です。この項目を加筆・訂正などしてくださる協力者を求めています（P:文学/PJ:作家）。 |